# Ptilosarcus gurneyi
Ptilosarcus gurneyi is een Pennatulaceasoort uit de familie van de Pennatulidae. De wetenschappelijke naam van de soort is voor het eerst geldig gepubliceerd in 1860 door Gray.